# Allée couverte von Roche-Plate

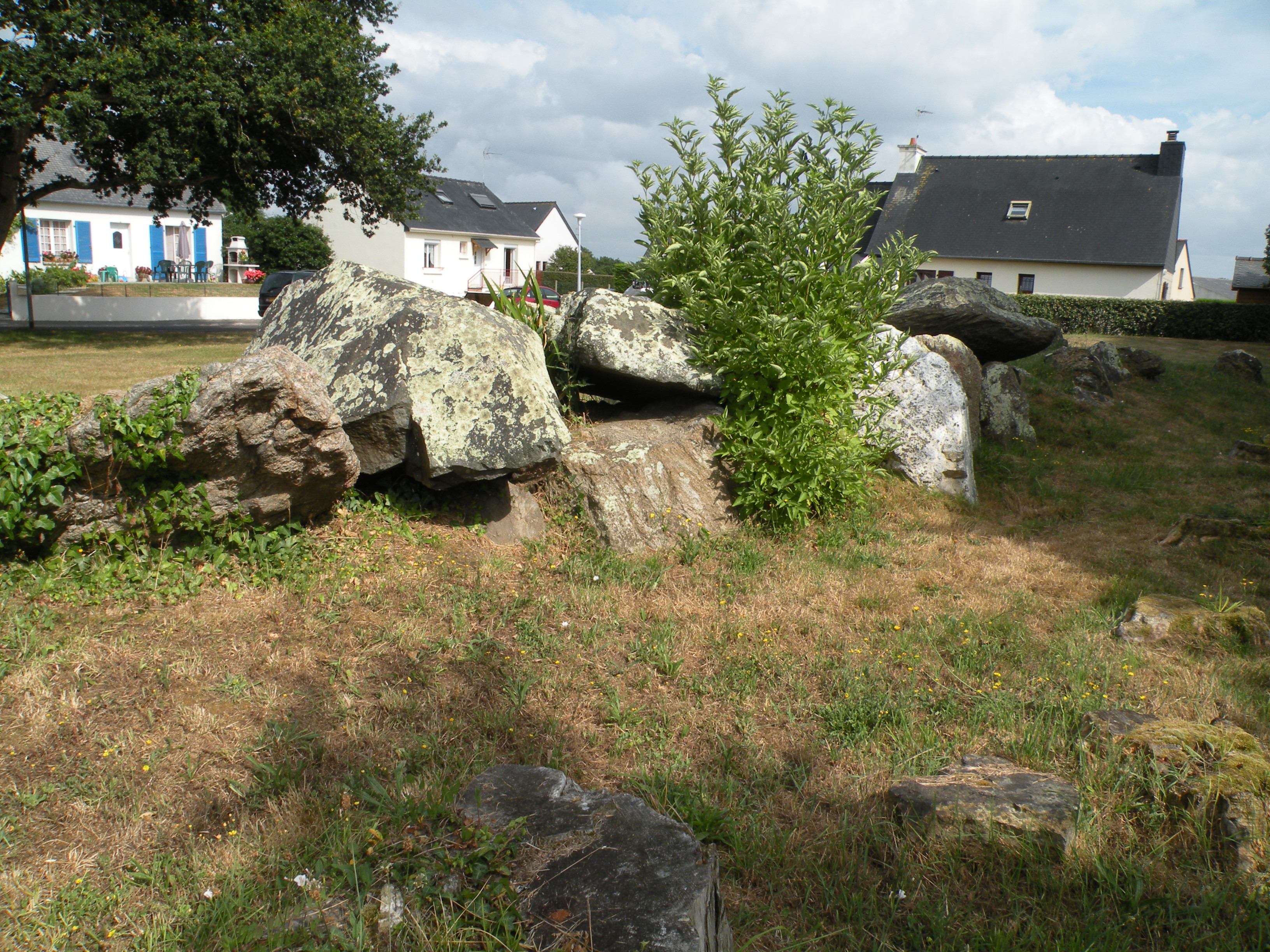
Allée couverte von Roche-Plate

Die Allée couverte von Roche-Plate (auch Allée couverte du moulin de la roche plate oder Allée couverte de la Saudrais genannt) ist eine Megalithanlage, die neben dem Fußballstadion im Südwesten des Ortes Saint-Lunaire liegt, bei Dinard im Département Ille-et-Vilaine in der Bretagne in Frankreich. Die Allée couverte wurde 1975 bei Bodenarbeiten in der Nähe der Mühle von Saint Lunaire entdeckt.
Das Galeriegrab ist etwa zehn Meter lang und zwei Meter breit. Die nördliche Seite ist viel besser erhalten ist als die verkippte südliche Hälfte. Es besteht aus verschiedenen Gesteinsarten; grauer Sandstein, rosa und grauer Granit und einige weiße Quarzblöcke. Acht Deckplatten ruhen auf neunzehn Orthostaten. Die Nordost-Südwest orientierte Anlage liegt noch teilweise in ihrem Tumulus.